# I. Jakab aragóniai király
I. (Hódító) Jakab (katalánul: Jaume el Conqueridor, spanyolul: Jaime el Conquistador, Montpellier, 1208. február 2. – Valencia, 1276. július 27.) Aragónia, Valencia és Mallorca királya, Barcelona grófja, a Barcelonai-ház tagja.

## Uralkodása

### Gyermekkora
Jakabot a vesztes muret-i csata után a győztes hadvezér, Simon de Monfort elfogatta és Carcassonne várába záratta, ahonnan csak 1214 áprilisában bocsátották szabadon. 1218-ig rokona, Sancho, Roussillon grófja kormányzott helyette, de őt ekkor az aragón nemesek lemondatták.
Jakab csak 1227-ben vehette át ténylegesen a kormányzást.

### Hódításai
Miután a belpolitikai helyzetet rendezte és minden hatalom a kezébe került, figyelme a hódítások felé fordult. Először a Baleár-szigetekre vezetett hadjáratokat: 1229-ben Mallorcát, 1232-ben Menorcát, 1235-ben pedig Ibizát kebelezte be. A szigetek megszerzése fontos kereskedelmi és katonai előnyöket hozott Aragóniának, hiszen bekapcsolódhatott a Földközi-tengeren zajló levantei kereskedelembe, a szigetek pedig a katalán tengerpart védőbástyái lettek.
Részt vett a reconquistában is: 1233-tól három éven át tartó háborút viselt a mórok ellen Valencia birtoklásárt, míg végül bevette a fővárost, Valenciát. 1266-ban segítette vejét, X. Alfonzt a murciai mór lázadás leverésében.
1269-ben keresztes hadjáratot vezette a Szentföldre, a vállalkozás azonban kudarcba fulladt.
Aragónia I. Jakab uralkodása alatt érte el legnagyobb kiterjedését.

## Családja
1208. február 2-án, Montpellier-ben született, II. Péter aragóniai király és Montpellier-i Mária grófnő egyetlen fiaként. Apai nagyszülei: II. Alfonz aragóniai király és Kasztíliai Sancha királyi hercegnő. Anyai nagyszülei: VIII. Vilmos, Montpellier ura és Komnéne Eudokia bizánci hercegnő
1213. szeptember 12-én apját megölték a muret-i csatában. Mária királyné az év április 21-én, Rómában meghalt, így a csupán ötéves Jakab teljesen árván maradt. 1221-ben, Ágredában a 13 éves Jakab nőül vette a nála hat évvel idősebb Kasztíliai Eleonórát, VIII. Alfonz király és Angliai Eleonóra királyi hercegnő (II. Henrik király és Aquitániai Eleonóra hercegnő gyermeke) leányát.
Házasságukból 1229-ben fiúgyermek született, Alfonz herceg, ám kapcsolatuk egy év múlva válással végződött. Eleonóra többé nem ment férjhez, Jakab viszont 1235-ben újraházasodott, ezúttal II. (Árpád-házi) András magyar király leányát, a 16 éves Jolánt vette feleségül.
Tíz gyermekük:
- Jolán (1236-1301), 1246-tól 1284-ig X. Alfonz kasztíliai király felesége
- Konstanca (1239-1269), 1260-tól 1269-ig János Mánuel (Lord Villena) hitvese
- Péter (1240-1285), 1276-tól 1285-ig III. Péter néven Aragónia következő uralkodója
- Jakab (1243-1311), 1276-tól 1311-ig II. Jakab néven Mallorca királya
- Ferdinánd (1245-1250)
- Sancho (1246-1251)
- Izabella (1247-1271), 1262-től 1271-ig III. Fülöp francia király neje
- Mária (1248-1267), belőle apáca lett
- Sancho (1250-1279), Toledo érseke
- Eleonóra (1251-ben született, de valószínű, hogy még csecsemőként meghalt)

1251-ben Jakab megözvegyült és ismét megnősült. Harmadik hitvese Teresa Gil de Vidaure lett, aki két fiút szült férjének, Jakabot és Pétert.
Mint annyi uralkodónak világszerte, Jakabnak is számos szeretője volt, akik több házasságon kívüli gyermekkel is megajándékozták a királyt.
- Blanca d'Antillón-tól született Ferran Sanchis, Castro bárója
- Berenguela Fernández-től született Pedro Fernández, Híjar bárója
- Elvira Sarroca-tól született Jaume Sarroca, Huesca érseke

Jakab 1276. július 27-én, Valencia-ban, 68 éves korában távozott az élők sorából. A Poblet monostorban helyezték őt végső nyugalomra.

## Fordítás
- Ez a szócikk részben vagy egészben  a   James I of Aragon című angol Wikipédia-szócikk fordításán alapul.  Az eredeti cikk szerkesztőit annak laptörténete sorolja fel. Ez a jelzés csupán a megfogalmazás eredetét és a szerzői jogokat jelzi, nem szolgál a cikkben szereplő információk forrásmegjelöléseként.

| Előző II. Péter | Aragónia királya 1213 - 1276 | Következő III. Péter |

| Előző II. Péter | Barcelona grófja 1213 – 1276 | Következő III. Péter |

| Előző - | Valencia királya 1238 – 1276 | Következő III. Péter |

| Előző - | Mallorca királya 1231 - 1276 | Következő II. Jakab |